# Iván Navarro
Iván Navarro Pastor (Alicante, 19 de Outubro de 1981) é um tenista profissional espanhol, seu melhor ranking da ATP, foi em 2009, como 67° em simples, e 127° em duplas.